# 納傑日金斯科耶區

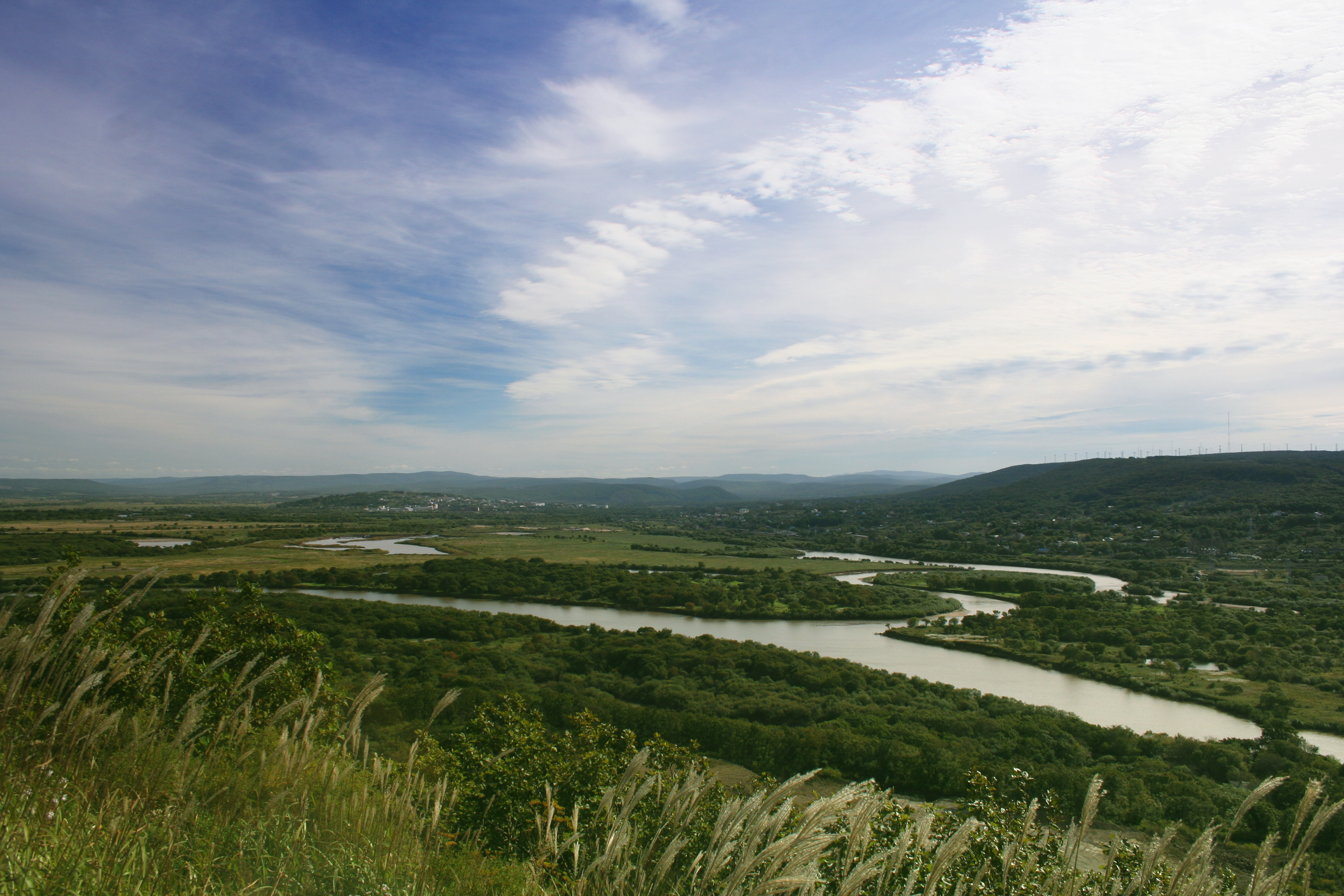

43°22′10″N 131°59′10″E / 43.36944°N 131.98611°E
納傑日金斯科耶區（俄语：Надеждинский район），是俄羅斯的一個區，位於該國東南部，由濱海邊疆區負責管轄，始建於1937年，面積1,595.7平方公里，2010年人口39,161，人口密度每平方公里24.54人。